# 히다카 다케시
히다카 다케시(일본어: 日高 剛, 1977년 8월 15일 ~ )는 일본의 전 프로 야구 선수이자 야구 지도자이며 현재 한신 타이거스 2군 육성 겸 분석 담당 코치이다. 후쿠오카현 기타큐슈시 고쿠라키타구 출신이며 현역 시절 포지션은 포수였다.

## 인물

### 프로 입단 전
소프트볼을 하던 시절에 몸이 크다고 포수를 본 것에서 일관적으로 포지션을 지켰다. 규슈 국제대학 부속 고등학교에서 1995년 프로 야구 드래프트 회의에서 오릭스 블루웨이브에서 3순위로 지명을 받아 입단했다.

### 오릭스 시절
3년차인 1998년에 나카지마 사토시가 세이부 라이온스에 FA로 이적, 미와 다카시가 프로 야구 탈세 사건으로 출장 정지를 당하는 상황에 따라 1군으로 승격했다. 이후 미와의 복귀까지 주전이 될 것으로 예상되었던 다카다 마코토의 부진도 있어 1군 출장은 1경기도 없었으나 강한 어깨와 펀치력 있는 타격을 주무기로 하며 주전 포수가 됐다. 하지만 펀치력 있는 타구에도 확실성이 없었고, 항상 버스터 타법을 하는 등 시행 착오를 거치며 2할 내외의 타율을 이어나갔다.
2001년에는 이를 극복하고 타율은 소폭 상승하여 2할 4푼 7리에 머물렀다. 2002년에는 타율이 1할 8푼 1리까지 추락했으나 첫 두 자릿수 홈런이 되는 12홈런을 기록해 팀내 유일한 장타 능력이 있는 일본인이라는 평을 들었다. 2003년에는 타율이 처음으로 2할 5푼을 넘어섰으나 이와 함께 프로 야구 사상 최저의 팀 평균 자책점 5.95, 시즌 929실점을 기록하는 등 투수진이 부진하며 주전 포수로써 리드에서의 책임을 느끼지 않을 수 없었다. 2004년에는 후반기에 타격 호조를 이어나가며 개인 최고 타율 2할 7푼 5리를 남겼다. 타격에 있어서는 꾸준히 발전했으나 수비에서는 눈에 띄는 성장을 보이지 못했고 강한 어깨를 지니고 있음에도 불구하고 도루 저지율은 좀처럼 오르지 않았다.
2005년에는 선수 분배 드래프트에 의해 오릭스 버펄로스와 계약했다. 개막전에서 6회초 마쓰자카 다이스케를 상대로 팀의 첫 안타를 때려내며 오릭스 버펄로스의 첫 안타를 기록했다. 라이벌로 마토야마 데쓰야가 가세했지만 주전 포수의 자리를 양보하지 않았고 강력해진 구원진을 이끌며 수비에서의 신뢰를 회복했다. 그러나 타격 성적은 2할 5푼 미만으로 하락했고 홈런도 1개에 그쳤다. 2006년에는 선발 출장이 처음으로 100경기를 넘겼고 40%의 도루 저지율을 기록했지만 타격 성적은 전년도와 큰 차이가 없었다. 같은 해 FA 권리를 얻어 오프 시즌에 FA를 선언했다. 고향의 구단이자 선수층이 얇았던 후쿠오카 소프트뱅크 호크스, 백업 포수에 불안이 있던 요미우리 자이언츠가 영입 대상으로 나서지 않을까하는 소문이 있었으나 오릭스에 잔류했다. 2007년에는 FA 잔류를 상정하지 않은 탓인지 테리 콜린스 감독의 시즌 초의 구상에서 제외됐었고 본인도 타격 부진으로 9월 말에 겨우 2할 대에 진입하는 정도의 낮은 타율에 그쳤다.
2008년에는 마토야마가 소프트뱅크로 이적하며 주전 포수로서의 입지를 확고히했다. 전반기에는 3할에 가까운 타율을 기록했고 5월 25일 요코하마 베이스타스전에서 한 경기 5안타를 기록했다. 같은 해 올스타전에도 출장하여 2차전에서 요미우리의 마크 크룬이 던진 161 km/h의 속구를 우중간 스탠드로 넘어가는 홈런을 날렸다. 개인 최다인 134경기에 출전해 프로 13년차에 처음으로 규정 타석에 도달했을 뿐만 아니라 6년 만의 개인 최다인 13홈런을 날렸고 타율 2할 6푼 9리, 팀 최고 18희생타 등 개인 최고의 타격 성적을 기록했다. 수비면에서도 개막전부터 구상에 있던 선발진이 잇달아 붕괴되는 가운데 경험과 실적이 부진한 선발진을 잘 이끌어냈다. 한편 포수로서 리그 최악인 6실책, 도루 저지율도 규정 경기 수를 채운 포수 중에서는 양대 리그 통합 최저인 2할 2푼 1리를 기록했다.
2009년에 전임인 기타가와 히로토시로부터 지명을 받아 차기 선수회장으로 취임했다. 개막전 선발 멤버로 출전해 4월 23일 세이부전에서 9회말 오누마 고지로부터 개인 최초로 끝내기 홈런을 기록했다(‘에잇하고 쳤더니 푱하고 넘어갔다’고 발언했고 또한 이 경기에서 13년 만의 트리플 플레이도 달성했다). 4월에는 승부처에서 강한 모습을 보이며 타격에서 호조였으나 5월 중순부터 일전하여 주전 포수로 팀의 심각한 투수진 붕괴를 저지하지 못하고 팀 방어율은 악화됐고 7월 7일에는 오른쪽 허벅지 통증으로 1군 등록이 말소됐다. 8월 23일에 복귀했으나 복조하지 못했고 2000년부터 이어온 100경기 출전도 이 해에 중단돼 주전 포수의 부재가 그해 오릭스 투수진 붕괴의 원인이 됐다.
2010년에는 주전 포수로 개막전 반등에 힘을 보탰으나 이후부터는 종종 감독인 오카다 아키노부로부터 리드면에서 비난을 받았다. 개막 25경기째인 4월 23일의 홋카이도 닛폰햄 파이터스전에서 팀은 이미 15번째 두 자릿수 피안타인 13개의 피안타로 11실점했고 다음날 2군으로 내려갔다. 이후 센트럴·퍼시픽 교류전에서는 공수에서 활약하며 팀 최초의 교류전 우승에 공헌했다. 리그가 재개된 후 6월 30일의 도호쿠 라쿠텐 골든이글스전에서 9회말에 가와기시 쓰요시로부터 역전 끝내기 투런을 날렸으나 여전히 리드면에서는 오카다 감독으로부터 신뢰를 주지 못하는 장면을 연출하며 7월 18일에 2군으로 강등됐다. 공격면에서는 타력을 인정받아 주로 지명 타자나 대타로 기용되는 경우가 많았던 한편 본업인 포수로서는 세 차례의 2군 강등으로 79경기 출전에 그쳤다. 선발 출장으로 한정한다면 스즈키 후미히로와 마에다 다이스케에게 선발 마스크를 양보한 기회가 많아 53경기에 그쳤다.
2011년에는 이토 히카루와 스즈키가 주전 포수로 기용됐고 세 번째 포수의 자리도 지바 롯데 마린스에서 이적한 사이토 도시오에게 내주는 등 포수로서 불과 5경기에 출전했고 선발 출장도 개막 3차전인 4월 14일의 소프트뱅크전뿐이었다. 본인은 대타나 지명 타자에 붙박이로 기용됐으나 타격도 부진하며 2군 생활이 길었던 시즌을 보냈다. 결국 1군에 정착 이후로는 최소인 26경기에 출전했고 고작 3안타를 치며 타율도 0.068에 그쳤다.
2012년에는 2군에서 개막을 맞이했다. 5월 2일에 1군으로 승격됐으나 대타 또는 지명 타자로의 출전이 전부였다. 5월 25일의 히로시마 도요 카프전에서 1점 뒤진 9회말 1사에서 대타로 출전하여 히로시마의 마무리인 데니스 사파테를 상대로 2년 만의 홈런이 되는 동점 솔로 홈런을 기록하며 팀의 끝내기 승리에 공헌했다. 6월 2일 요미우리전에서는 4년 만의 3루타인 적시 3루타를 쳤으나 이후 극심한 타격 부진으로 타율이 1할 대로 떨어지며 6월 26일에 1군 등록이 말소됐다. 8월 21일에 이전 경기의 투수진 붕괴를 초래한 책임을 물어 2군으로 강등됐다. 이토, 사이토와 교대로 요코야마 데쓰야와 함께 1군으로 승격하여 8월 23일에 시즌 처음으로 선발 마스크를 썼고 8월 26일 세이부전에서 시즌 중반에 합류한 알레산드로 마에스트리의 일본 무대 첫 완투승, 9월 5일 지바 롯데전에서 마에다 유지의 프로 첫 선발 승리를 이끄는 등 곳곳에서 좋은 리드를 보였다. 결국 54경기 출장에 타율도 1할 대에서 2할 3푼 9리로 반등하는 등 주전 포수 탈환의 발판이 됐다. 오프 시즌에 해외 FA권을 행사하여 11월 27일에 한신 타이거스로 이적했다.

### 한신 시절
2013년에는 개막 1군으로 시작했다. 주전 포수의 자리는 줄곧 후지이 아키히토가 차지했으나 에노키다 다이키가 선발 등판할 때에는 전담 포수로 선발 마스크를 쓰는 경우가 많았다. 7월 6일 히로시마전(
마쓰다 스타디움)에서 6회 1사 3루의 상황에서 파울 지역으로 뜬 타구를 처리하려다 아라이 료타와 충돌하며 부상으로 교체됐다. 이 부상으로 약 2개월을 치료와 재활에 전념했다. 또한 그해 시즌에서 일본 프로 야구 통산 타율 랭킹 대상인 4,000타수에 도달했고 결과적으로는 대타 요원으로 활약하며 포수로서 44경기에 출전했다.
2014년에는 요코하마 DeNA 베이스타스에서 이적한 베테랑 포수 쓰루오카 가즈나리와 신인 포수 우메노 류타로 등이 두각을 나타내면서 1군에서의 출전 기회가 줄어들었고 10월 3일에 현역 은퇴를 선언했다. 11월 6일부로 일본 야구 기구에서 임의 은퇴 선수로 공시됐다.

### 그 후
2014년 12월 26일자로 한신의 구단 본부 편성부에 배속됐다. 다른 프로 야구 구단에의 소속 선수를 조사하는 ‘프로 스카우트’로 활동했고 나중에는 기획 담당으로 이동했다. 트랙맨(투구나 타구의 궤도를 측정하는 기기)을 팀에 도입하는 2018년 시즌부터는 한신 선수 시절의 1군 감독이었던 와다 유타카 테크니컬 어드바이저 등과 함께 트랙맨으로 계측된 데이터 분석을 담당한다.

## 상세 정보

### 출신 학교
- 규슈 국제대학 부속 고등학교

### 선수 경력
- 오릭스 블루웨이브·오릭스 버펄로스(1996년 ~ 2012년)
- 한신 타이거스(2013년 ~ 2014년)

### 지도자 경력
- 한신 타이거스 2군 육성 겸 분석 담당 코치(2019년 ~ )

### 개인 기록

#### 첫 기록
- 첫 출장 : 1998년 4월 16일, 대 지바 롯데 마린스 2차전(그린 스타디움 고베), 5회말에 다카다 마코토의 대타로서 출장
- 첫 타석·첫 안타 : 상동, 5회말에 고미야마 사토루로부터 좌전 안타
- 첫 도루 : 상동, 5회말에 2루 안착(투수 : 고미야마 사토루, 포수 : 후쿠자와 요이치)
- 첫 타점 : 상동, 9회말에 고미야마 사토루로부터 중전 적시타
- 첫 선발 출장 : 1998년 4월 17일, 대 긴테쓰 버펄로스 2차전(오사카 돔), 8번·포수로서 선발 출장
- 첫 홈런 : 1998년 7월 16일, 대 닛폰햄 파이터스 16차전(도쿄 돔), 11회초에 구로기 준지로부터 우월 결승 솔로 홈런

#### 기록 달성 경력
- 통산 1000경기 출장 : 2007년 5월 17일, 대 후쿠오카 소프트뱅크 호크스 11차전(후쿠오카 Yahoo! JAPAN 돔), 7회말에 포수로서 출장 ※역대 416번째
- 통산 1500경기 출장 : 2013년 8월 25일, 대 주니치 드래곤스 18차전(나고야 돔), 8번·포수로서 선발 출장 ※역대 179번째

#### 기타
- 올스타전 출장 : 5회(2000년 ~ 2002년, 2006년, 2008년)
- 개막전 대타 홈런 : 2003년 3월 28일, 대 오사카 긴테쓰 버펄로스 1차전(오사카 돔), 5회초에 미와 다카시의 대타로 출장, 제레미 파웰로부터 우월 솔로 홈런 ※역대 16번째(퍼시픽 리그 10번째)

### 등번호
- 47(1996년 ~ 2003년)
- 7(2004년)
- 27(2005년 ~ 2012년)
- 37(2013년 ~ 2014년)
- 84(2019년 ~ )

### 연도별 타격 성적
| 연 도       | 소 속       | 경 기 | 타 석 | 타 수 | 득 점 | 안 타 | 2 루 타 | 3 루 타 | 홈 런 | 루 타 | 타 점 | 도 루 | 도 루 자 | 희 생 번 | 희 생 플 | 볼 넷 | 고 4 | 사 구 | 삼 진 | 병 살 타 | 타 율 | 출 루 율 | 장 타 율 | O P S |
| ----------- | ----------- | ----- | ----- | ----- | ----- | ----- | ------- | ------- | ----- | ----- | ----- | ----- | -------- | -------- | -------- | ----- | ---- | ----- | ----- | -------- | ----- | -------- | -------- | ----- |
| 1998년      | 오릭스      | 78    | 197   | 180   | 16    | 41    | 10      | 0       | 2     | 57    | 14    | 1     | 1        | 5        | 0        | 11    | 0    | 1     | 42    | 3        | .228  | .276     | .317     | .593  |
| 1999년      | 오릭스      | 96    | 267   | 239   | 22    | 44    | 12      | 0       | 3     | 65    | 31    | 0     | 1        | 9        | 3        | 13    | 0    | 3     | 50    | 3        | .184  | .233     | .272     | .505  |
| 2000년      | 오릭스      | 101   | 307   | 256   | 31    | 52    | 9       | 0       | 6     | 79    | 34    | 1     | 1        | 11       | 2        | 35    | 0    | 3     | 34    | 6        | .203  | .304     | .309     | .613  |
| 2001년      | 오릭스      | 129   | 420   | 376   | 33    | 93    | 15      | 3       | 8     | 138   | 37    | 1     | 2        | 16       | 2        | 22    | 0    | 4     | 63    | 6        | .247  | .295     | .367     | .662  |
| 2002년      | 오릭스      | 124   | 377   | 336   | 34    | 65    | 14      | 2       | 12    | 119   | 36    | 1     | 0        | 9        | 0        | 29    | 2    | 3     | 65    | 7        | .193  | .264     | .354     | .618  |
| 2003년      | 오릭스      | 118   | 355   | 321   | 29    | 86    | 14      | 2       | 9     | 131   | 37    | 0     | 1        | 10       | 3        | 16    | 0    | 5     | 69    | 3        | .268  | .310     | .408     | .718  |
| 2004년      | 오릭스      | 114   | 375   | 324   | 42    | 89    | 18      | 2       | 5     | 126   | 38    | 0     | 2        | 16       | 4        | 29    | 2    | 2     | 43    | 9        | .275  | .334     | .389     | .723  |
| 2005년      | 오릭스      | 103   | 297   | 253   | 20    | 55    | 17      | 0       | 1     | 75    | 31    | 1     | 1        | 19       | 2        | 23    | 2    | 0     | 51    | 4        | .217  | .281     | .296     | .577  |
| 2006년      | 오릭스      | 115   | 349   | 304   | 23    | 73    | 11      | 0       | 1     | 87    | 29    | 3     | 0        | 11       | 2        | 28    | 0    | 4     | 53    | 8        | .240  | .311     | .286     | .597  |
| 2007년      | 오릭스      | 109   | 282   | 253   | 19    | 51    | 15      | 0       | 5     | 81    | 25    | 0     | 0        | 14       | 3        | 10    | 1    | 2     | 43    | 7        | .202  | .235     | .320     | .555  |
| 2008년      | 오릭스      | 134   | 474   | 417   | 44    | 112   | 27      | 1       | 13    | 180   | 47    | 1     | 4        | 18       | 3        | 28    | 3    | 8     | 67    | 11       | .269  | .325     | .432     | .756  |
| 2009년      | 오릭스      | 93    | 315   | 295   | 22    | 75    | 15      | 0       | 5     | 105   | 34    | 1     | 2        | 2        | 2        | 13    | 0    | 3     | 36    | 12       | .254  | .291     | .365     | .647  |
| 2010년      | 오릭스      | 79    | 243   | 219   | 18    | 61    | 9       | 0       | 6     | 88    | 24    | 0     | 0        | 4        | 1        | 18    | 1    | 1     | 25    | 8        | .279  | .335     | .402     | .737  |
| 2011년      | 오릭스      | 26    | 50    | 44    | 1     | 3     | 1       | 0       | 0     | 4     | 2     | 0     | 0        | 0        | 0        | 5     | 0    | 1     | 12    | 1        | .068  | .180     | .091     | .271  |
| 2012년      | 오릭스      | 52    | 122   | 117   | 4     | 28    | 5       | 1       | 1     | 38    | 8     | 0     | 0        | 1        | 1        | 3     | 0    | 0     | 33    | 1        | .239  | .256     | .325     | .581  |
| 2013년      | 한신        | 44    | 100   | 97    | 9     | 28    | 3       | 0       | 2     | 37    | 7     | 1     | 0        | 0        | 0        | 2     | 0    | 1     | 16    | 0        | .289  | .310     | .381     | .691  |
| 2014년      | 한신        | 2     | 0     | 0     | 0     | 0     | 0       | 0       | 0     | 0     | 0     | 0     | 0        | 0        | 0        | 0     | 0    | 0     | 0     | 0        | ---   | ---      | ---      | ---   |
| 통산 : 17년 | 통산 : 17년 | 1517  | 4530  | 4031  | 367   | 956   | 195     | 11      | 79    | 1410  | 434   | 11    | 15       | 145      | 28       | 285   | 11   | 41    | 702   | 89       | .237  | .292     | .350     | .642  |

### 연도별 수비 성적
| 연도 | 경기 | 척살 | 보살 | 실책 | 병살 | 패스트볼 | 수비율 | 도루 시도 | 도루 허용 | 도루자 | 저지율 |
| ---- | ---- | ---- | ---- | ---- | ---- | -------- | ------ | --------- | --------- | ------ | ------ |
| 1998 | 76   | 317  | 38   | 3    | 5    | 6        | .992   | 47        | 31        | 16     | .340   |
| 1999 | 94   | 404  | 71   | 6    | 11   | 1        | .988   | 82        | 54        | 28     | .341   |
| 2000 | 101  | 533  | 48   | 2    | 10   | 6        | .997   | 64        | 42        | 22     | .344   |
| 2001 | 127  | 822  | 65   | 9    | 10   | 7        | .990   | 94        | 65        | 29     | .309   |
| 2002 | 110  | 658  | 53   | 1    | 11   | 4        | .999   | 64        | 40        | 24     | .375   |
| 2003 | 108  | 649  | 64   | 4    | 16   | 4        | .994   | 110       | 78        | 33     | .297   |
| 2004 | 113  | 643  | 60   | 3    | 17   | 3        | .996   | 73        | 46        | 27     | .370   |
| 2005 | 103  | 556  | 32   | 4    | 9    | 1        | .993   | 53        | 38        | 15     | .283   |
| 2006 | 112  | 525  | 54   | 4    | 7    | 0        | .993   | 64        | 38        | 26     | .406   |
| 2007 | 107  | 561  | 51   | 1    | 4    | 1        | .998   | 78        | 52        | 26     | .333   |
| 2008 | 129  | 782  | 57   | 6    | 5    | 2        | .993   | 86        | 67        | 19     | .221   |
| 2009 | 87   | 523  | 37   | 2    | 6    | 1        | .996   | 60        | 46        | 14     | .233   |
| 2010 | 73   | 441  | 34   | 2    | 1    | 1        | .996   | 64        | 48        | 16     | .250   |
| 2011 | 5    | 12   | 2    | 0    | 0    | 0        | 1.000  | 2         | 2         | 0      | .000   |
| 2012 | 31   | 166  | 15   | 0    | 4    | 0        | 1.000  | 27        | 20        | 7      | .259   |
| 2013 | 36   | 147  | 14   | 0    | 4    | 0        | 1.000  | 13        | 10        | 3      | .231   |
| 통산 | 1412 | 7739 | 695  | 47   | 120  | 37       | .994   |           |           |        |        |